# Apollo 13
Apollo 13 var den tredje rymdfärden i Apolloprogrammet med syfte att landa på månen, genomförd mellan 11 och 17 april 1970. 55 timmar och 55 minuter in i uppdraget exploderade syretank nummer 2 i servicemodulen. Planerna på en månlandning avbröts och det primära målet blev i stället att få besättningen levande tillbaka till jorden, något man också lyckades med.

## Före start
Några dagar före start fick ordinarie besättningsmannen Thomas K. Mattingly ersättas av Jack Swigert då Mattingly hade blivit utsatt för röda hundsmitta av en medlem i reservbesättningen som själv inte hade antikroppar.

## Starten
Starten fungerade först normalt men efter några minuter slocknade en av de fem huvudmotorerna i andra steget på Saturnraketen. För att komma till rätt bana runt jorden lät man de fyra kvarvarande motorerna brinna 34 sekunder längre. Efter detta missöde infann sig bara mindre incidenter som normalt kunde uppträda de närmaste två dagarna. Markkontrollen i Houston rapporterade att allt såg bra ut och att de nästan var så uttråkade att de grät. Orden om att de skulle ha varit uttråkade yttrades inte på lång tid efter det.

## Olyckan

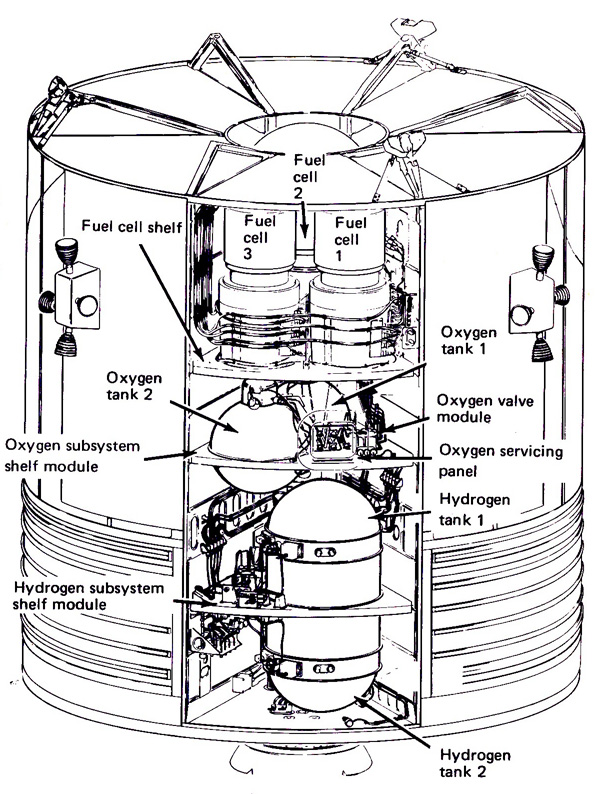
Genomskärning av servicemodulen

Den 13 april, 55 timmar och 55 minuter in i uppdraget och nio minuter efter en direktsänd 49 minuters TV-sändning från Apollo 13, fick besättningen order om att starta värmefläktarna i syretankarna. Åtgärden var nödvändig för att förhindra det flytande syret från att klumpa ihop sig. I samband med denna åtgärd exploderade syretank nummer 2. Följande samtal utspelade sig mellan Apollo 13 och Jack Lousma vid markkontrollen:
| ” | Swigert: "Okay, Houston, we've had a problem here." Lousma: "This is Houston. Say again please." Lovell: "Houston, we've had a problem. We've had a main B bus undervolt." | „ |
| – | |   |

Senare har Houston, we've had a problem felaktigt citerats som Houston, we have a problem.
På grund av explosionen försvann allt syre från syretank nummer 2 och Apollo 13 började läcka ut syre i rymden från syretank nummer 1. Även bränslecellerna i servicemodulen som levererar elkraft skadades. Allt detta ledde till att man fick stänga av så många system som möjligt för att ha energi kvar till datorer och styrsystem.
En timme efter explosionen tog markkontrollen ett beslut om att besättningen skulle använda månlandaren, som fortfarande var intakt, som ett slags tillfällig flyktkapsel och vistades i den så mycket som möjligt tills man kom till återinträdet i jordatmosfären. Där fanns syre nog för resten av resan så att det som fanns kvar i servicemodulen kunde användas till de skadade bränslecellerna inför landningen. Energiförlusten gjorde även att det blev väldigt kallt både i månlandaren och i kommandomodulen.

## Återfärd
För att komma tillbaka till jorden när man rundat månen krävdes en start av raketmotorn för att få rätt bana in i jordens gravitation. Eftersom explosionen skedde i den modul som ordinarie raketmotor satt i, vågade man inte starta denna. Istället använde man en manuell metod där man startade månlandarens motor och styrde genom att optiskt fixera solen genom fönstret på månlandaren.
För en så pass allvarlig händelse fanns inga färdiga instruktioner, utan man fick improvisera. På NASA jobbade flygledaren Gene Kranz och många andra dag och natt med att hitta lösningar för att få hem astronauterna. En av de mest spektakulära lösningarna blev en adapter för att kunna få kommandomodulens fyrkantiga koldioxidfilter att passa i månlandarens runda filterhållare. Man använde sig av tejp och delar från utrustning som fanns ombord.
När det återstod drygt fyra timmar innan återinträdet i jordens atmosfär skulle äga rum så kopplade man bort den skadade servicemodulen och det var första gången man även kunde se vilka skador som uppstått. Två timmar senare kopplades även månlandaren loss från kabindelen. 
Något som också oroade många var om den så kallade värmeskölden som skulle skydda farkosten vid återinträdet i jordens atmosfär hade klarat sig från skador vid explosionen. Om den vore skadad skulle skeppet smälta vid återinträdet i atmosfären och astronauterna skulle gå en säker död till mötes.  
Den 17 april 1970 landade kommandomodulen i Stilla havet med alla tre besättningsmedlemmarna vid liv. De plockades upp ur havet av hangarfartyget USS Iwo Jima. Uppdraget Apollo 13 har kallats ett lyckat misslyckande och
besättningen är fortfarande de människor som befunnit sig längst ifrån jorden någonsin.

## Utredning om olycksorsaken
Utredningen om olyckan visade på en orsak som var mest trolig. 1965 moderniserades kommandomodulen för Apolloprogrammet. De värmefläktar som fanns i tankarna byggdes om från 28V till 65V men inte själva överhettningstermostaterna. Termostatkontakterna var normalt slutna och skadades inte förrän de skulle bryta strömmen. 27 mars, ungefär två veckor före starten med Apollo 13 tömdes syretankarna men tank nummer två kunde bara tömmas till viss del. Därför kördes värmefläkten i tanken konstant i åtta timmar för att "koka" ur den. Det resulterade i att termostatkontakterna brändes ihop och kabelisoleringen brändes bort, man vet dock inte säkert. Strax före start fylldes tankarna med syre igen och enligt utredningen var då tank två lika med en syrefylld bomb där en kortslutningsgnista tände på resterande kabelisolering i den rena syremiljön.

## Besättning
- Befälhavare: James "Jim" Arthur Lovell Jr.
- Pilot för månlandaren: Fred W. Haise
- Pilot för kommandomodulen: Jack Swigert

## Bildgalleri

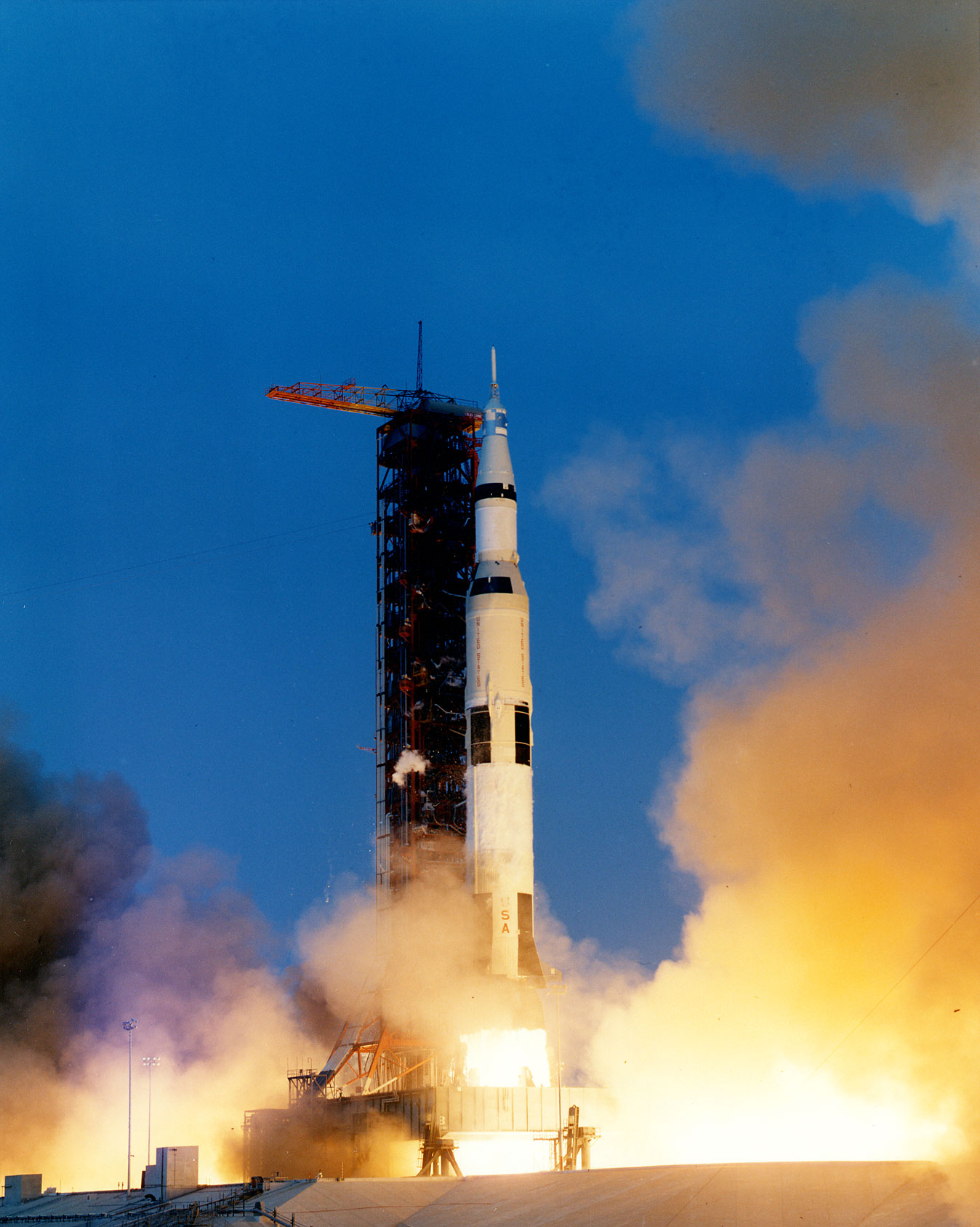
Starten
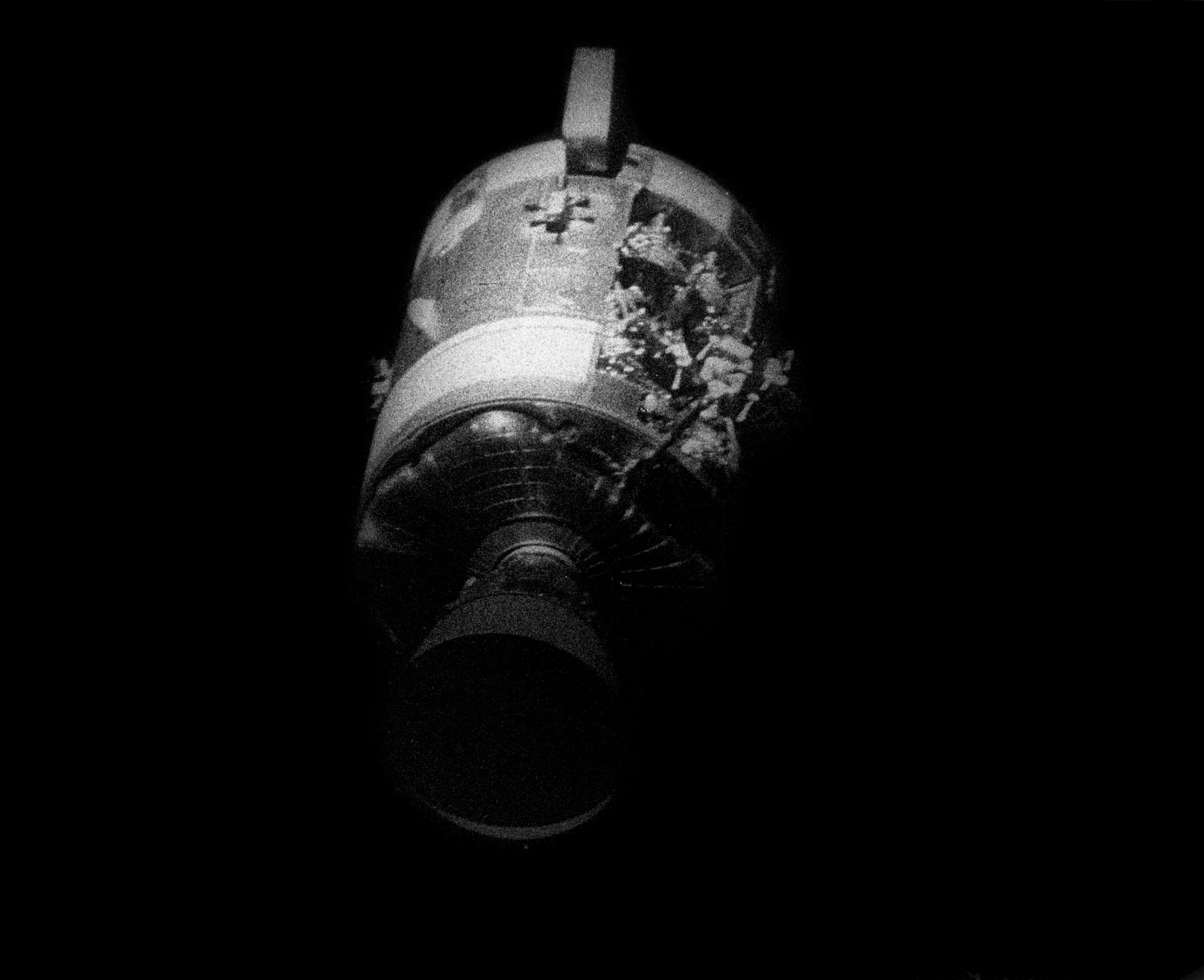
Servicemodulen med skadan synlig
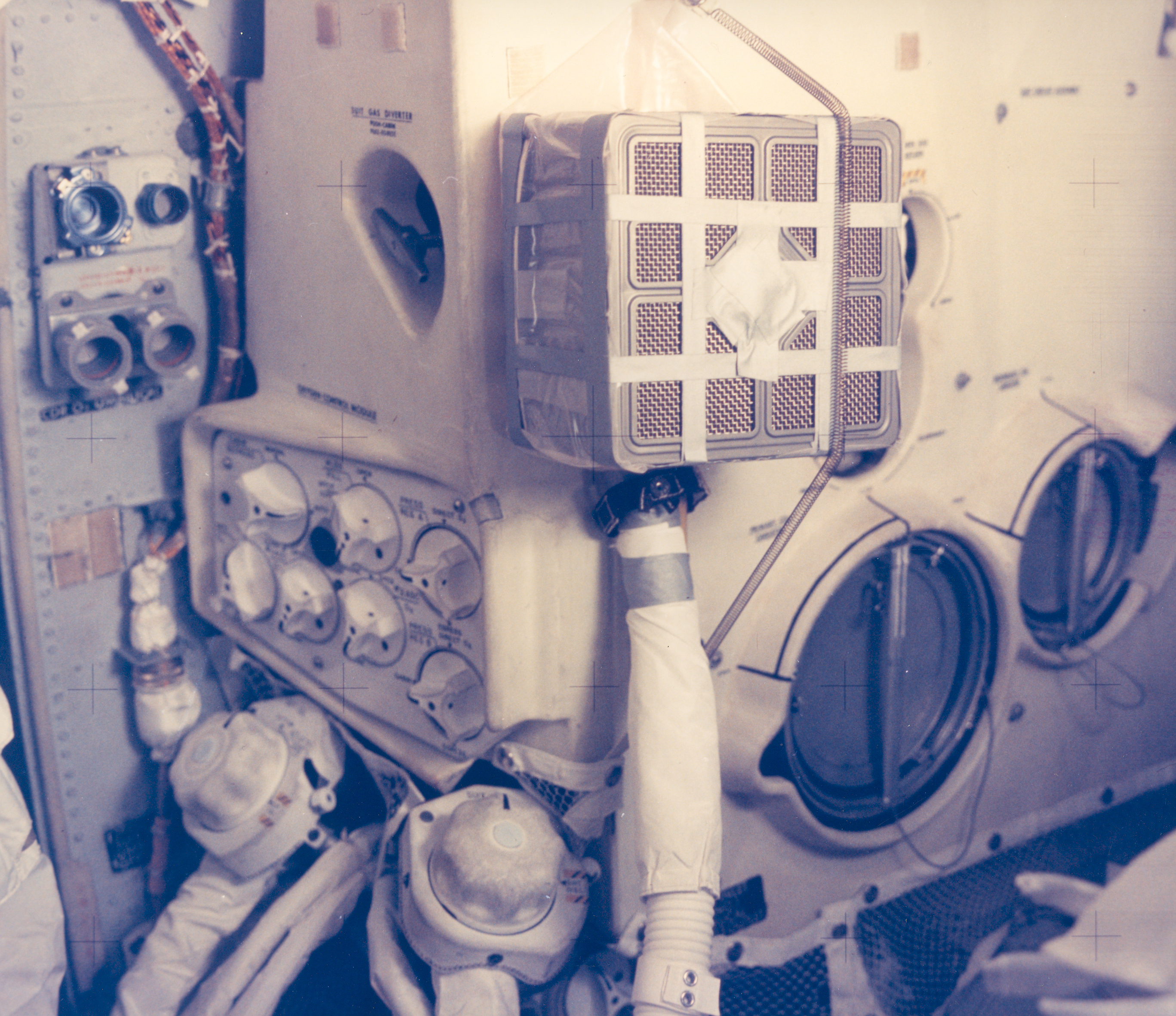
Filterhållaren, även kallad "the mailbox"
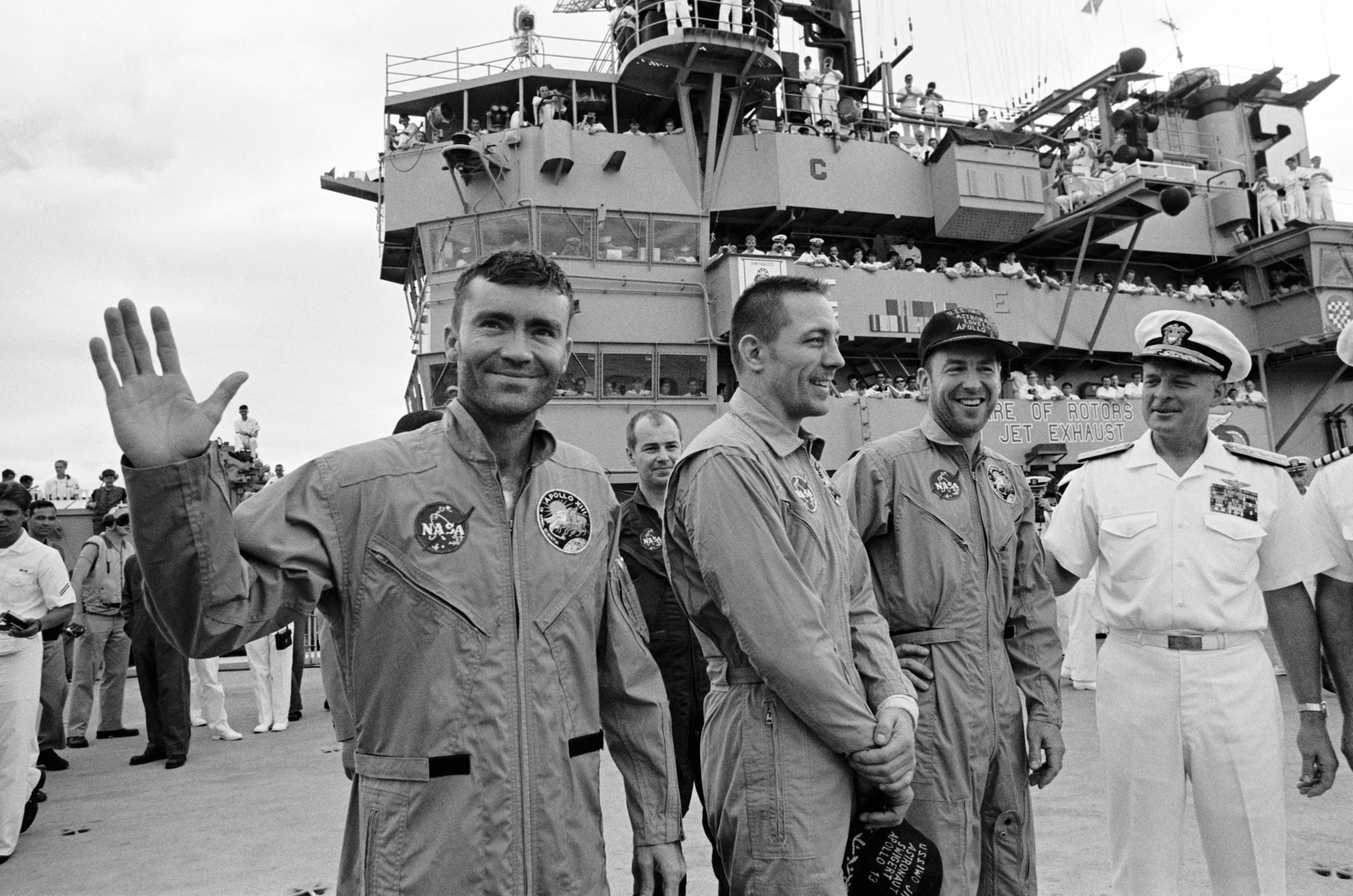
Besättningen ombord på USS Iwo Jima

## Media
- "Houston we've had a problem here" (Samtalet mellan Apollo 13 och Houston)

## Film
1995 kom filmen Apollo 13 med Tom Hanks, Bill Paxton och Kevin Bacon i rollerna som besättning.